# Coccus hesperidum
Coccus hesperidum (Linnaeus, 1758) é uma espécie de cochonilha do género Coccus que ataca diversas espécies de plantas, com destaque para os citrinos, nos quais constitui uma importante praga. A espécie é vivípara e reproduz-se rapidamente por partenogénese, num processo de telitoquia contínua que leva a que seja desconhecida a morfologia do macho da espécie.

## Descrição
As fêmeas adultas são caracterizadas por um corpo oval, com 3,2-4,2 mm de comprimento, com simetria bilateral, em forma de domo (a lapinha que dá o nome popular à espécie), contendo uma câmara de incubação alargada com ovos brancos e larvas no primeiro estágio. A carapaça dorsal é castanho-amarelada a esverdeada, com máculas irregulares de cor castanho-escuro. A cor escurece com o envelhecimento do insecto. Durante a estação quente as fêmeas vivem 90-125 dias, produzindo 30-65 larvas por dia. Não se conhece a morfologia dos machos desta espécie.